# تحليلاتية التعلم

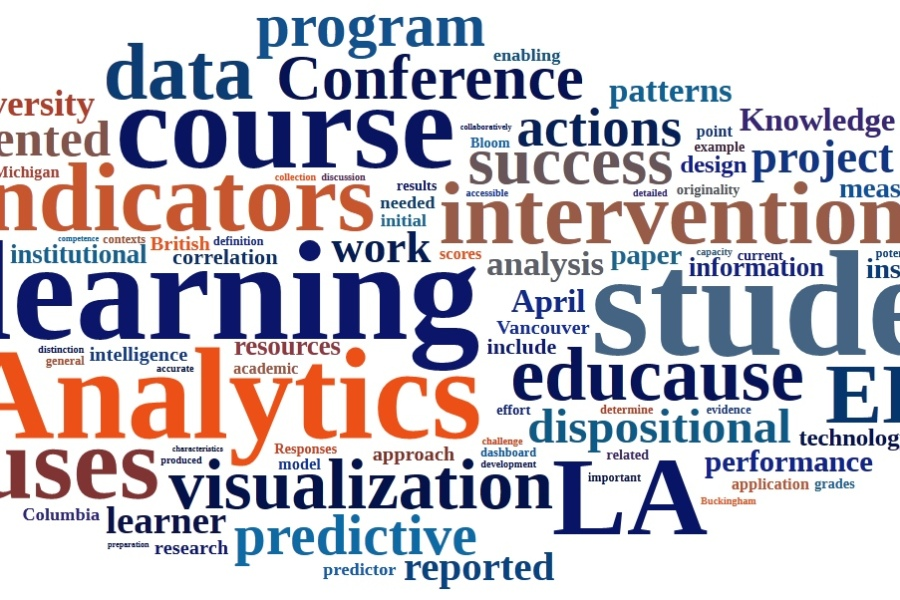

تحليلاتية التعلم (بالإنجليزية: Learning analytics) هو علم حديث تأسس عام 2010 ويقوم على قياس وتجميع وتحليل وتقديم التقارير حول المتعلمين من اجل تفهم وتفعيل البيئة التي يتم فيها التعلم. ومن المجالات القريبة لهذا العلم مجال تنقيب البيانات التعليمية.

## التسمية
التحليلاتية هي ترجمة للمصطلح (ب[غير محدد] خطأ: {{اللغة-؟؟}}: لا نص (مساعدة))Analytics التي استحدثته شركة غوغل عام 2010 ليدل على مجموع التحليلات التي تقوم بها عن الإنترنت. وهي دمج لكلمتين لاتينيتين، الأولى هي "analy" وتعني تحليل، و "tics" وهي إضافة اسمية مشابهة لـ«ية» العربية. وحرف الـs يدل على الجمع، فتصبح الترجمة «تحليلات + ية». ويمكن استعمال مصطلحات عربية أخرى مثل «تحليلية» آو «تحليلات» لكنهم يسببون مشاكل نهم ترجمة لـanalysis وليس analytics.

## تعريف
هناك جدال حول مفهوم واهداف تحليلاتية التعلم. من التعريفات المبكرة للعلم كان «استعمال البيانات الذكية والبيانات التي ينتجها المتعلم وانمذجة تحليل لاستكشاف المعلومات والعلاقة المجتمعية لاستنباط وتحسين تعلم الافراد». قوبل هذا التعريف باعتراضات. بعدها، عرض «غريللر» و«درتشسلر» نظرة أكثر شمولية معتمدين على مباديء التحليل المورفولوجي ليعطوا العلم ستة ابعاد حرجة. وفي عام 2012، قام الشطي ورفاقه بوضع تعريف يعتمد على المرجعية ليحددها بأربعة حدود هي: السياق (ماذا؟)، اصحاب المصلحة (من؟)، الاهداف (لماذا؟) والمنهجية (كيف؟). وهكذا، يختلف تعريف التحليلاتيات التعلمية بحسب الفئة التي تتناولها والتي قد تشمل أي من الحالات التالية:
1. بالنسبة للمتعلم، هي التفكر الذاتي حول انجازاتهم وانماط تصرفهم مع الاخرين.
2. كاداة تنبوء لمن بحاجة للدعم والمساعدة اثناد تعلمه،
3. لمساعدة المدرسين في تخطيط عملية دراسية مناسبة للمتعلمين وفي التدخل بالوقت الملائم في دعم تعلم الافراد والمجموعات
4. لدعم المجموعات التعليمية، مثل فرق تصميم المساقات، في تحسين العملية التعلمية أو لطرح منهج لبرامج جديدة.
5. لاداريي الموسسات التربوية في أخذ القرارات الادارية مثل التسويق وجذب الطلاب ومقاييس الكفاءة والفعالية.

## مناهج تحليلاتية
تشمل مناهج التحليلاتية التعلمية الاساليب التالية:
- تحليل المحتوى (Content analysis) وخاصة ما ينشؤه المعلم.
- تحليل المحاضرات (Discourse analytics) التي تهدف إلى استنباط بيانات مفيدة من خلال تحليل لغة تفاعل المتعلمين فيما بينهم.
- تحليلات التعلم الاجتماعي (Social learning analytics) والتي تحلل دور التفاعل الاجتماعي في علية التعلم واهمية شبكات التعلم والمحاضرات التي تعطي معاني للتعلم.[7]
- تحليلات المقدرة (Disposition analytics) والتي تبحث وتحلل البيانات المتعلقة في فهم المتعلم لمقدراته التعلمية وعلاقتها في التعلم.[8]

## مُنتِجات التحليلاتية
- التسبيق (prediction): مثال تحديد من يمكن من الطلاب ان يرسب من خلال تحليل تصرفاته التعلمية لمساعدته في الوقت المناسب.
- التشخيص (personalization): أي تقديم مواد دراسية تناسب اسلوب تعلم الفرد
- التدخل (intervention): توفير المعلومات المناسبة للمدرسين في الوقت المناسب لمساعدتهم في تحسين ظروف تعلم الافراد.
- تصوير المعلومات (information visualization) والتي هي عبارة عن لوحة قيادة توفر معلومات حول العملية التعلمية.

## برامج حاسوب داعمة
أكثر ادوات التحليلات التعلمية المستعملة هي استنساخ لبرامج تحليل صفحات الوب والوسائط الاجتماعية معدلة لتوفير معلومات تعلمية. من امثلة برامج التحليلاتية التعلمية:
- نظام نجاح الطالب (Student Success System):
- سناب (SNAPP)
- لوكواناليست (LOCO-Analyst)
- مراقب نشاطات المتعلم (Student Activity Moitorm SAM)
- بي-ستار انسايت (BEESTAR Insight)

## للاستزادة
- تحليلاتية أكاديمية
- تنقيب البيانات التعليمية
- تمييز الأنماط
- تحليلات تنبؤية
- تنقيب في النصوص
- تنقيب في البيانات